# Construction électrotechnique
 (mars 2023).
Si vous disposez d'ouvrages ou d'articles de référence ou si vous connaissez des sites web de qualité traitant du thème abordé ici, merci de compléter l'article en donnant les références utiles à sa vérifiabilité et en les liant à la section « Notes et références ».
La construction de matériel électrique est un domaine industriel particulièrement vaste, qui ne cesse de grandir. 
Les applications de l'électricité, dans notre société industrialisée, sont devenues indispensables à tous les domaines d'activités de l'être humain : domestique, industriel, tertiaire, transport, loisirs.

## Matériel électrique
- La base du système : générateurs pour centrale de production d'électricité
- Matériels pour transport d'électricité
- Matériels d'alimentation électrique
- Matériels de motorisation pour les véhicules électriques train, tramway, voiture électrique, sous-marin
- Matériels de ventilation, climatisation et de chauffage pour toute enceinte fixe ou mobile
- Matériels d'éclairage adaptés aux situations et activités humaines
- Matériels d'appareillages et d'organes électrotechniques, destinés à la fabrication de machines pour l'industrie, les activités tertiaires et l'électroménager

## Organisation
Ce secteur est devenu l'un des enjeux majeurs de l'industrie, de grands groupes comme Schneider Electric, General Electric, Alstom, ABB, Siemens AG, entre autres, se sont constitués, (en fusionnant de multiples entreprises spécialisées dans leurs domaines), un panel de compétences indispensable pour pouvoir continuer à innover et développer leurs stratégies commerciales.